# Марковка (Луганская область)
Ма́рковка (укр. Марківка) — посёлок в Старобельском районе Луганской области Украины, административный центр Марковского поселкового совета. До 2020 года был административным центром Марковского района.
С 26 февраля 2022 года населённый пункт оккупирован российскими войсками.

## Географическое положение
Марковка расположена в верховьях реки Деркул — притока Северского Донца, на северо-востоке Луганской области.

## Население
В январе 1989 года численность населения составляла 7830 человек.
Численность населения по состоянию на 2013 год составляла 6247 человек.

### Языковой состав
Родной язык населения по данным переписи 2001 года:
| Язык       | Численность, чел. | Доля     |
| ---------- | ----------------- | -------- |
| Украинский | 6 814             | 93,33 %  |
| Русский    | 454               | 6,22 %   |
| Другое     | 33                | 0,45 %   |
| Итого      | 7 301             | 100,00 % |

## История
Слобода Марковка являлась центром Марковской волости Старобельского уезда Харьковской губернии Российской империи.
С сентября 1931 года здесь началось издание районной газеты.
В ходе Великой Отечественной войны с 11 июля 1942 до января 1943 года селение было оккупировано немецкими войсками.

## Современное состояние
Промышленность представлена тремя предприятиями пищевой промышленности и переработки сельскохозпродукции. Среди крупных компаний — «Марковский сырзавод» (производство масла животного, кисломолочной продукции, сыров), хлебокомбинат Марковского районного потребительского общества (производство хлеба, булочных изделий, пряников, сухарей, баранок, макаронных изделий, безалкогольных напитков). Также работает здесь ООО «Завод продтовары» (производство нерафинированного масла).
В Марковке находится пункт пропуска легковых и грузовых автомобилей.
Сеть культурных учреждений Марковки и её района насчитывает 38 заведений культуры среди которых: 20 клубов, 16 библиотек, один музей истории Марковского района и одна детская школа искусств.

## Известные уроженцы
Андрей Иванович Ерёменко — советский военачальник, участник Великой Отечественной войны, Маршал Советского Союза (1955), Герой Советского Союза (1944), кандидат в члены ЦК КПСС (1956—1970).